# Druškovec Humski
Druškovec Humski is een plaats in de gemeente Hum na Sutli in de Kroatische provincie Krapina-Zagorje. De plaats telt 408 inwoners (2001).